# Euchalcia maria
Euchalcia maria là một loài bướm đêm trong họ Noctuidae.